# Jamie Man
Jamie Man (Londen, 1987) is een Brits-Chinese componiste en dirigente. Als dirigente werkte ze met Philip Glass. In haar opera's en composities onderzoekt ze het "poëtische mysterie van het mens-zijn".

## Biografie
Man's grootvader emigreerde in de jaren '50 vanuit Hongkong naar Engeland. Haar ouders baatten een fish & chips shop uit in Londen. Er stond een piano in de keuken, waar de jonge Jamie Man veel op speelde. Ze kreeg pianolessen, maar klassieke muziek speelde ze aanvankelijk alleen voor zichzelf. Als kind danste ze ook bij een Chinese folkgroep, op metalige percussieve muziek. Vanaf toen vond ze lichaamstaal de belangrijkste taal, wat ze ook gebruikt in haar composities. Muziek gaat voor haar "voorbij woorden" en lichaamstaal "verschaft toegang tot een meer spiritueel niveau". Haar werkwijze omschreef ze als volgt: vaak is ze gefascineerd door een persoon of een object of een geur en dan zoekt ze daar contact mee via haar muziek. Dat is een taal die geschikt is om uit te drukken wat ze met woorden niet kan. Ze gebruikt veel zang, maar in tegenstelling tot Westerse opera vertolkt die in haar werk géén dialogen: "De klank van de menselijke stem maakt een verbinding met de luisteraar op menselijk niveau".
In 2010 ontving ze de Britten-Pears Conductors beurs en begon ze te werken als assistent voor dirigent Oliver Knussen. In de Nationale Opera in Amsterdam werkte ze mee aan een opvoering van de opera Kopernikus van Claude Vivier. Als dirigent werkte ze op het Aldeburgh Music festival met pianist Pierre-Laurent Aimard. Met Philip Glass dirigeerde ze op de première van diens Les Enfants Terribles in Londen. In De Munt in Brussel en op het Holland Festival dirigeerde ze The Transmigration of Morton F., van regisseur Sjaron Minailo en componist Anat Spiegel. Ze werkte ook met componist Frank Denyer, voor de opname van diens cd Whispers (2015).
Vanaf 2013 werkte ze geregeld met The Mahogany Opera Group uit Londen. Met hen creëerde ze in 2015 No Devil Lived On, een voorstelling "tussen droom opera en performance art". In 2018 dirigeerde ze hun productie van The Mother, een opera van Laurence Osborn en Theo Merz.
Voor Body Language uit 2014 werkte ze met LOD Muziektheater uit Gent, een werk voor vier zangers, tape recorder en kettingen. Ze omschreef het zelf als "een requiem voor mensen die de stemmen in hun hoofd bevechten en de strijd verliezen".
Met de Calouste Gulbenkian Foundation uit Lissabon maakte ze in 2016 PLAY: Episodes in Subspace. Dit stuk werd uitgevoerd door Orquestra Gulbenkian en dirigent Hannu Lintu.
In 2017 volgde 四 / Shi, dat ze creëerde in Tokio, voor Noh performer Ryoko Aoki en cello.
Bij LOD Muziektheater was ze ENOA Artist in Residence in begin 2018. Hier werkte ze aan de opera White Rabbit en de compositie SKIN: the purgatory we live in.
In 2019 maakte ze Geburt met bariton Dietrich Henschel en United Ensemble Berlin. Tijdens een live opvoering van dit stuk, tijdens een concert met "alternatieve kerstliederen", nam een deel van het publiek aanstoot aan de inhoud. De tekst van Zwitserse schrijver en librettist Peter Stamm beschreef op zeer expliciete wijze het geboorteproces, waardoor mensen de zaal verlieten.
Met licht-artiest Ben Zamora werkte ze samen voor de serie Outrenoir. Elk werk is een installatie/performance die geïnspireerd werd door de stad die de opdracht gaf voor de creatie. Voor Outrenoir I: A Reflection werkten ze in 2018 in Berlijn, met Ensemble Xenon. Outrenoir II: Appetitus werd in 2019 gecreëerd in Londen, met het London Symphony Orchestra.
In 2020 maakte ze in Parijs de performance/sculptuur Connaissez-vous le cri du Chocard?, dat uitgevoerd werd door het Orchestre de Chambre de Paris in het Théâtre du Châtelet.
Voor LOD creëerde ze samen met Peter Stamm de kameropera Zelle. Met deze voorstelling wilde ze ongebruikelijke connecties maken, zodat het publiek zélf een "verhaal" kan creëren. Hiertoe combineerde ze elementen uit het traditionele Japanse Noh theater (No-spel) met een door regisseur David Lynch geïnspireerd decor en de narratieve montagetechnieken van Jean-Luc Godard. Ze gebruikte opnieuw Ryoko Aoki, naast een keelzangeres, een contratenor en een sopraan die ook jazz zingt. Het verhaal van Stamm gaat over een vrouw die er van verdacht wordt haar kinderen te hebben vermoord en de ondervraagster die langzaamaan zichzelf in vraag begint te stellen. Deze voorstelling is een zoektocht naar wat echt is, naar de waarheid onder de werkelijkheid.

## Voorstellingen
- 2014 - Body Language
- 2015 - No Devil Lived On
- 2016 - PLAY: Episodes in Subspace
- 2017 - 四 / Shi
- 2018 - Outrenoir I: A Reflection
- 2019 - Outrenoir II: Appetitus
- 2019 - Geburt
- 2020 - Connaissez-vous le cri du Chocard?
- 2021 - Zelle - LOD Muziektheater. Coproductie deSingel en Casino Zug Swiss